# 18. BAFTA-gála
A 18. BAFTA-gálát 1965-ben tartották, melynek keretében a Brit film- és televíziós akadémia az 1964. év legjobb filmjeit és alkotóit díjazta.

## Díjazottak és jelöltek
(a díjazottak félkövérrel vannak jelölve)

### Legjobb film
Dr. Strangelove, avagy rájöttem, hogy nem kell félni a bombától, meg is lehet szeretni
- Becket
- The Pumpkin Eater
- A vonat

### Legjobb brit film
Dr. Strangelove, avagy rájöttem, hogy nem kell félni a bombától, meg is lehet szeretni
- Becket
- A királyért és a hazáért
- The Pumpkin Eater

### Legjobb elsőfilmes
Julie Andrews - Mary Poppins
- Elizabeth Ashley - Kalandorok
- Beatles - Egy nehéz nap éjszakája
- Lynn Redgrave - Girl with Green Eyes

### Legjobb brit főszereplő
Richard Attenborough - Guns at Batasi/Séance on a Wet Afternoon
- Tom Courtenay - A királyért és a hazáért
- Peter O’Toole - Becket
- Peter Sellers - Dr. Strangelove, avagy rájöttem, hogy nem kell félni a bombától, meg is lehet szeretni/A rózsaszín párduc

### Legjobb brit női főszereplő
Audrey Hepburn - Amerikai fogócska
- Edith Evans - The Chalk Garden
- Deborah Kerr - The Chalk Garden
- Rita Tushingham - Girl with Green Eyes

### Legjobb küldöldi férfi főszereplő
Marcello Mastroianni - Tegnap, ma, holnap
- Cary Grant - Amerikai fogócska
- Sterling Hayden - Dr. Strangelove, avagy rájöttem, hogy nem kell félni a bombától, meg is lehet szeretni
- Sidney Poitier - Nézzétek a mező liliomait

### Legjobb küldöldi női főszereplő
Anne Bancroft - The Pumpkin Eater
- Ava Gardner - Az iguána éjszakája
- Shirley MacLaine - Irma, te édes/Melyik úton járjak?
- Kim Stanley - Séance on a Wet Afternoon

### Legjobb brit forgatókönyv
The Pumpkin Eater - Harold Pinter
- Becket - Edward Anhalt
- Dr. Strangelove, avagy rájöttem, hogy nem kell félni a bombától, meg is lehet szeretni - Stanley Kubrick, Peter George, Terry Southern
- Séance on a Wet Afternoon - Bryan Forbes

### Legjobb brit operatőri munka - színesfilm
Becket
- The Chalk Garden
- Nothing But the Best
- A hetedik nap
- A sárga Rolls-Royce

### Legjobb brit operatőri munka - fekete-fehér film
The Pumpkin Eater
- Guns at Batasi
- A királyért és a hazáért
- Séance on a Wet Afternoon

### Legjobb brit jelmez - színesfilm
Becket
- A vikingek kincse
- Gyilkosság a hajón
- A sárga Rolls-Royce

### Legjobb brit jelmez - fekete-fehér film
The Pumpkin Eater
- Örök szolgaság
- Psyche 59

### Legjobb brit díszlet - színesfilm
Becket
- The Chalk Garden
- Goldfinger
- Zulu

### Legjobb brit díszlet - fekete-fehér film
Dr. Strangelove, avagy rájöttem, hogy nem kell félni a bombától, meg is lehet szeretni
- Guns at Batasi
- A királyért és a hazáért
- The Pumpkin Eater

### Legjobb animációs film
The Insects

### Legjobb rövidfilm
Kenojuak
- Mekong
- Muloorina
- 23 Skidoo

### Legjobb speciális film
Driving Techniques - Passenger Trains
- And Gladly Wouls He Learn
- The Circarc Gear
- Germany - A Regional Geography

### Robert Flaherty-díj a legjobb dokumentumfilmnek
Nobody Waved Goodbye
- The Human Dutch
- The Life Of Billy Walker
- Portrait Of Queenie

### Egyesült Nemzetek-díj az ENSZ Alapokmányának egy vagy több elvét bemutató filmnek
Dr. Strangelove, avagy rájöttem, hogy nem kell félni a bombától, meg is lehet szeretni
- A Distant Trumpet
- Nézzétek a mező lilliomait
- 23 Skidoo